# Jan Żukowski (generał)
Jan Żukowski (ur. 22 marca 1960 w Poniatowej) – żołnierz służb specjalnych, generał dywizji Sił Zbrojnych Rzeczypospolitej Polskiej.

## Życiorys
W 1983 ukończył Wyższą Oficerską Szkołę Radiotechniczną im. kpt. Sylwestra Bartosika w Jeleniej Górze. W 1990 uzyskał tytuł magistra organizacji i zarządzania na Uniwersytecie Warszawskim. W 1995 ukończył studia podyplomowe Wojskowej Służby Zagranicznej w Akademii Obrony Narodowej w Rembertowie.
W latach 1985–1990 był oficerem WSW w 1 Korpusie Obrony Powietrznej Kraju. Od 1990 roku w Inspektoracie Wojskowych Służb Informacyjnych. W latach 1996–1997 był pomocnikiem dowódcy Polskiego Kontyngentu Wojskowego w Bośni i Hercegowinie (etat niejawny). W grudniu 2005 powołany na stanowisko zastępcy szefa Wojskowych Służb Informacyjnych do spraw operacyjnych. W maju 2006 objął stanowisko szefa Wojskowych Służb Informacyjnych. 3 października 2006 został mianowany komendantem głównym Żandarmerii Wojskowej. Pełnił tę funkcję do 1 stycznia 2008, został odwołany przez Bogdana Klicha.
11 listopada 2007 Prezydent RP Lech Kaczyński wręczył mu nominację na stopień wojskowy generała dywizji.
Odznaczony Złotym Medalem „Siły Zbrojne w Służbie Ojczyzny” (2007).